# Chaetodipus hispidus
Чекињасти џепни миш (лат. Chaetodipus hispidus, енгл. Hispid pocket mouse) је врста глодара из породице кенгур-пацова (Heteromyidae).

## Распрострањење
Присутна је у следећим државама: Мексико и Сједињене Америчке Државе.

## Станиште
Станишта врсте су поља кукуруза, травна вегетација, екосистеми ниских трава и шумски екосистеми, умерено травнати екосистеми и саване и жбуновита вегетација.

## Угроженост
Ова врста је наведена као последња брига, јер има широко распрострањење и честа је врста.